# Gobiocichla
Gobiocichla és un gènere de peixos pertanyent a la família dels cíclids.

## Distribució geogràfica
Es troba a Àfrica.

## Taxonomia
- Gobiocichla ethelwynnae (Roberts, 1982)[3]
- Gobiocichla wonderi (Kanazawa, 1951)[4][5][6][7][8][9][10]